# Iseo (Lombardia)
Iseo (lombardul: Izé) település Olaszországban, Lombardia régióban, Brescia megyében. Lakosainak száma 8973 fő (2023. január 1.). Iseo Adro, Corte Franca, Monte Isola, Monticelli Brusati, Polaveno, Provaglio d’Iseo, Sulzano, Tavernola Bergamasca, Paratico, Predore, Sarnico és Capriolo községekkel határos.

## Népesség
A település lakossága az elmúlt években az alábbi módon változott:
| Lakosok száma | 9171 | 9168 | 8973 |
|               | 2017 | 2018 | 2023 |

## kapcsolódó szócikk
- Iseói-tó